# Lori Berenson
Lori Helene Berenson (Nueva York, 13 de noviembre de 1969) es una estadounidense que fue condenada a 20 años de prisión (1995-2015) por pertenecer al  Movimiento Revolucionario Túpac Amaru bajo la identidad de Lori Berenson Mejía.

## Biografía
Nació en la ciudad de Nueva York, hija de los profesores Mark y Rhoda Berenson. 
Estudió en LaGuardia High School y luego ingresó al Instituto Tecnológico de Massachusetts (MIT) para estudiar Arqueología y Antropología, en dónde empezó a colaborar con el profesor Martin Diskin en los proyectos para asilar a refugiados de Nicaragua, El Salvador y Guatemala.
Berenson dejó los estudios para ser voluntaria del Comité de Solidaridad con las personas de El Salvador (CISPES). Luego viajó a El Salvador y se convirtió en la secretaria y traductora de Salvador Sánchez Cerén, entonces llamado Leonel González, quien era el líder del Frente Farabundo Martí para la Liberación Nacional, organización guerrillera que participaba en la Guerra Civil Salvadoreña.
Tras la firma del cese al fuego en El Salvador, Berenson se mudó al Perú.

## Actividades Revolucionarias en el Perú y arresto
Una vez instalada en Perú, Berenson conoció a los líderes del Movimiento Revolucionario Túpac Amaru (MRTA). Lori Berenson alquiló una casa en La Molina, la cual sirvió para el MRTA.
Berenson se hizo pasar por periodista junto a Nancy Gilvonio (pareja del cabecilla del MRTA, Néstor Cerpa) y obtuvo credenciales del Congreso.
Fue arrestada el 30 de noviembre de 1995, con otros mandos del MRTA, en la casa de La Molina. Al momento del arresto se encontró una lista de congresistas y una maqueta del Palacio Legislativo, luego de ello, investigaciones policiales descubrieron que Berenson formaba parte de un plan para tomar el Congreso y secuestrar a los Congresistas y exigir dinero para financiar las actividades de la organización terrorista.
Fue declarada culpable de delitos contra el Estado Peruano y por actos de insurgencia por un tribunal militar y posteriormente también por un tribunal civil luego de su anulación en el 2000. Fue condenada a cadena perpetua y trasladada a la prisión de Yanamayo. Sin embargo, la Corte IDH reportó supuesta tortura hacia ella, aunque no se ordenó al Estado pagar directamente a la sentenciada sino a sus familiares. En su momento generó controversia cuando el procurador anticorrupción solicitó anular su sentencia por delitos de subversión.
En 2003 se casó con Aníbal Apari, exintegrante del MRTA, que viajó a un penal de Cajamarca por autorización del Primer Juzgado..
En el año 2010 se anuló la condena y se le juzgó nuevamente. En este nuevo juicio, fue sentenciada a 20 años de prisión y al pago de una reparación civil de 100 mil soles (aproximadamente 30 mil dólares estadounidenses), de la cual no realizó pago alguno.
En 2015 cumplió la condena y fue expulsada del Perú. Nunca efectuó pago alguno de la reparación civil por sus posibles acciones insurgentes.